# Guilhem Peire Cazals de Caortz
Guilhem Peire Cazals de Caortz (fl. XIII secolo) è stato un trovatore della prima metà del XIII secolo.
Nacque o visse a Cahors, Quercy, da cui il suo nome "de Caortz". Della sua opera poetica ci restano undici componimenti, tra cui una tenzone.
Il solo modo sicuro per la datazione della vita di Guilhem Peire è tramite la sua tenso con Bernart de la Barta, vivente nel 1229, e un sirventes di Guilhem Figueira, Un nou sirventes ai en cor que trameta, composto nel 1240, il quale nel metro e nella rima riflette una canso di Guilhem Peire, D'una leu chanso ai cor que m'entremeta,  fornendo dunque un terminus ante quem per la composizione delle tensos.
Nove delle composizioni di Guilhem Peire sono dedicate a un certo amico e joglar noto solo per mezzo dell'affettuoso senhal (pseudonimo) Ardit. Di solito egli scrive nello stile trobar ric e nella sua leu chanso (canso nel trobar leu, di cui sopra), nel descrivere l'amante che lo abbandona,  usa parole antitetiche al codice cortese. Guilhem Peire fu anche uno dei primi poeti ad adottare la sestina di Arnaut Daniel: la sua Eras, pus vey mon benastruc imita le mots-refranh di Arnaut. In essa il poeta è piuttosto ottimistico dato che la sua signora gli si è mostrata accondiscendente.